# Cardinal de Richelieu (rose)
'Cardinal de Richelieu' est un cultivar de rosier issu de Rosa gallica 'Officinalis' obtenu en 1840 soit selon certaines sources par Parmentier soit selon d'autres par Jean Laffay, mais selon François Joyaux dans son ouvrage La Rose de France, ce dernier ne l'aurait qu'introduite en France et baptisée. Il s'agit d'une rose ancienne parmi les plus fameuses grâce à sa couleur pourpre presque violacée, extrêmement spectaculaire. Il doit son nom au cardinal de Richelieu (1585-1642), premier ministre de Louis XIII.

## Description
Il s'agit d'un bel arbuste de 120 cm de hauteur et de 80 cm à 90 cm de largeur, à feuillage lisse vert clair et aux rameaux presque inermes,. Il donne en juin une profusion de fleurs pleines en coupe à pétales imbriqués d'une remarquable couleur pourpre presque violette, évoluant vers le parme. Elles mesurent environ 8 cm de moyenne. Leur parfum poivré est très puissant. Elles servent à la confection de pots-pourris, de confitures ou de produits cosmétiques. 
Il faut éviter le soleil brûlant car ce rosier préfère la mi-ombre. Il résiste à une température de -15°.

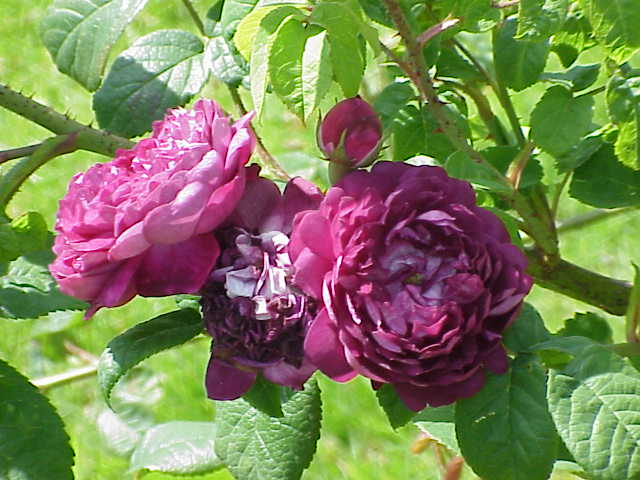
Roses 'Cardinal de Richelieu'

## Culture
Le rosier doit être taillé après la floraison et ses vieilles branches doivent être supprimées pour ne pas laisser le pied se dégarnir. Il a besoin d'être arrosé car il craint la sécheresse.